# Demokraatit
Demokraatit (sv. "Demokraterna") är ett liberalt och socialliberalt politiskt parti i Grönland, grundat av Per Berthelsen 2002. Partiledare är Jens-Frederik Nielsen. Partiet lägger lika stor vikt vid att vara socialt medvetet som liberalt inriktat. Demokraatit vill bevara banden med Danmark, och är skeptiskt till ökat grönländskt självstyre.
Vid landstingsvalet den 28 november 2014 fick partiet 11,8 % av rösterna och två mandat. Det ingick  i en koalitionsregering med Siumut och Atassut under ledning av Kim Kielsen (Siumut) till år 2017. Partiet fick 19,5 % av rösterna och sex mandat vid valet 2017 och 9,1 % av rösterna och tre mandat vid valet 2021.
Ved landstingsvalet den 11 mars 2025 blev Demokraatit det största partiet med 29,9 procent av rösterna och tio mandat.